# Lance Thomas
Lance Thomas (Brooklyn, Nueva York, 24 de abril de 1988) es un exjugador de baloncesto estadounidense que disputó nueve temporadas en la NBA. Con 2,03 metros de estatura, jugaba en la posición de alero.

## Trayectoria deportiva

### Universidad
Tras haber disputado en 2006 el prestigioso McDonald's All American Game, jugó durante cuatro temporadas con los Blue Devils de la Universidad de Duke, en las que promedió 4,6 puntos y 3,6 rebotes por partido. En su temporada sénior ganó junto a su equipo el Torneo de la NCAA, tras derrotar en la final a los Butler Bulldogs por 61-59, jugando 35 minutos de la final, en la que consiguió 6 puntos y 4 rebotes.

#### Estadísticas
| Año     | Equipo | PJ  | PT  | MPP  | %TC  | %3P | %TL  | RPP | APP | ROB | TPP | PPP |
| ------- | ------ | --- | --- | ---- | ---- | --- | ---- | --- | --- | --- | --- | --- |
| 2006–07 | Duke   | 31  | 18  | 14.9 | .568 | –   | .593 | 2.5 | .0  | .5  | .1  | 4.0 |
| 2007–08 | Duke   | 32  | 28  | 18.5 | .505 | –   | .521 | 3.3 | .3  | .6  | .4  | 4.3 |
| 2008–09 | Duke   | 37  | 16  | 18.6 | .626 | –   | .553 | 3.6 | .5  | .5  | .3  | 5.3 |
| 2009–10 | Duke   | 40  | 39  | 25.3 | .439 | –   | .743 | 4.9 | .9  | .6  | .2  | 4.8 |
| Total   | Total  | 140 | 101 | 19.7 | .525 | –   | .600 | 3.6 | .5  | .6  | .2  | 4.6 |

### Profesional
Tras no ser elegido en el Draft de la NBA de 2010, fue elegido en le draft de la NBA D-League, jugando una temporada en la que promedió 12,6 puntos y 5,5 rebotes por partido.
Comenzó la temporada 2011-12 con los New Orleans Hornets, pero tras dos partidos regresó a los Toros, volviendo a los Hornets en febrero de 2012, firmando para el resto de la temporada.
En julio de 2014 disputó la NBA Summer League con Chicago Bulls, con un promedió de 7,6 puntos y 4,4 rebotes en cinco partidos.
En agosto de 2014 llegó a un acuerdo con los Oklahoma City Thunder para disputar la pretemporada e intentar conseguir un hueco en la plantilla, con los que comenzó la temporada.
El 5 de enero de 2015, Thomas fue traspasado a los New York Knicks en un multi-acuerdo entre 3 equipos, que involucraba a 6 jugadores, entre los Thunder y Cleveland Cavaliers. En ese momento fue cortado por los Knicks, pero cinco días más tarde, el 10 de enero, firma un contrato de diez días, que extendería hasta finalizar la temporada.
Al inicio de la temporada 2017–18, fue nombrado cocapitán de los Knicks junto a Courtney Lee.
Tras cuatro temporadas y media en el conjunto neoyorkino, el 29 de junio de 2019, es cortado.
El 27 de septiembre de 2019 firma con los Brooklyn Nets, pero fue despedido en octubre antes del comienzo de la temporada. El 14 de julio de 2020, firmó como jugador suplente con los Nets, de cara a los Playoffs de la NBA de 2020.

### Selección nacional
En 2011 fue convocado por la selección de Estados Unidos para disputar los Juegos Panamericanos que se celebraron en Guadalajara (México), donde obtuvieron la medalla de bronce.

## Estadísticas de su carrera en la NBA

### Temporada regular
| Año     | Equipo        | PJ  | PT  | MPP  | %TC  | %3P  | %TL   | RPP | APP | ROB | TPP | PPP |
| ------- | ------------- | --- | --- | ---- | ---- | ---- | ----- | --- | --- | --- | --- | --- |
| 2011-12 | New Orleans   | 42  | 10  | 15.0 | .452 | .000 | .839  | 3.0 | .3  | .2  | .2  | 4.0 |
| 2012-13 | New Orleans   | 59  | 9   | 10.9 | .500 | .000 | .729  | 1.9 | .3  | .2  | .1  | 2.5 |
| 2013-14 | New Orleans   | 5   | 0   | 8.4  | .222 | .000 | .500  | 1.4 | .6  | .0  | .0  | 1.2 |
| 2014-15 | Oklahoma City | 22  | 13  | 20.5 | .357 | .000 | .697  | 3.4 | .9  | .5  | .0  | 5.1 |
| 2014-15 | New York      | 40  | 24  | 26.0 | .434 | .333 | .742  | 3   | 1.2 | .7  | .2  | 8.3 |
| 2015-16 | New York      | 59  | 5   | 22.3 | .442 | .404 | .857  | 2.2 | .9  | .4  | .1  | 8.2 |
| 2016-17 | New York      | 46  | 15  | 21.0 | .400 | .450 | .840  | 3.1 | .8  | .5  | .1  | 6.0 |
| 2017-18 | New York      | 73  | 31  | 18.5 | .382 | .403 | .830  | 2.4 | .6  | .4  | .2  | 4.1 |
| 2018-19 | New York      | 46  | 17  | 17.0 | .396 | .278 | .750  | 2.5 | .6  | .4  | .2  | 4.5 |
| 2019-20 | Brooklyn      | 7   | 4   | 14.0 | .348 | .308 | 1.000 | 1.9 | .9  | .0  | .0  | 3.4 |
| Total   | Total         | 399 | 128 | 18.4 | .416 | .381 | .799  | 2.6 | .7  | .4  | .1  | 5.1 |

### Playoffs
| Año   | Equipo   | PJ | PT | MPP | %TC  | %3P  | %TL  | RPP | APP | ROB | TPP | PPP |
| ----- | -------- | -- | -- | --- | ---- | ---- | ---- | --- | --- | --- | --- | --- |
| 2020  | Brooklyn | 3  | 0  | 5.7 | .200 | .000 | .500 | 1.0 | .0  | .0  | .3  | 1.3 |
| Total | Total    | 3  | 0  | 5.7 | .200 | .000 | .500 | 1.0 | .0  | .0  | .3  | 1.3 |